# Basketball-Bundesliga 1988-1989
La Basketball-Bundesliga 1988-1989 è stata la 23ª edizione del massimo campionato tedesco occidentale di pallacanestro maschile. La vittoria finale è stata ad appannaggio dello Steiner Bayreuth.

## Risultati

### Stagione regolare
|     | Squadra                 | G  | V  | P  | PF | PS | Pt. | Qualificazione       |
| --- | ----------------------- | -- | -- | -- | -- | -- | --- | -------------------- |
| 1.  | Steiner Bayreuth        | 22 | 20 | 2  |    |    | 40  | playoffs             |
| 2.  | DTV Charlottenburg      | 22 | 19 | 3  |    |    | 38  | playoffs             |
| 3.  | TSV Bayer 04 Leverkusen | 22 | 17 | 5  |    |    | 34  | playoffs             |
| 4.  | TTL Basketball Bamberg  | 22 | 15 | 7  |    |    | 30  | playoffs             |
| 5.  | BSC Saturn Colonia      | 22 | 13 | 9  |    |    | 26  | playoffs             |
| 6.  | BG Ludwigsburg          | 22 | 11 | 11 |    |    | 22  | playoffs             |
| 7.  | SSV Goldstar Hagen      | 22 | 10 | 12 |    |    | 20  | playoffs             |
| 8.  | MTV 1846 Gießen         | 22 | 8  | 14 |    |    | 16  | playoffs             |
| 9.  | TSV Hagen 1860          | 22 | 7  | 15 |    |    | 14  | girone retrocessione |
| 10. | SSV/SB Ulma             | 22 | 7  | 15 |    |    | 14  | girone retrocessione |
| 11. | Bayern Monaco           | 22 | 5  | 17 |    |    | 10  | girone retrocessione |
| 12. | SG Braunschweig         | 22 | 0  | 22 |    |    | 0   | girone retrocessione |

### Girone retrocessione
|    | Squadra         | G  | V  | P  | PF | PS | Pt. | Qualificazione                         |
| -- | --------------- | -- | -- | -- | -- | -- | --- | -------------------------------------- |
| 1. | TSV Hagen 1860  | 28 | 13 | 15 |    |    | 26  |                                        |
| 2. | SSV/SB Ulma     | 28 | 11 | 17 |    |    | 22  |                                        |
| 3. | Bayern Monaco   | 28 | 7  | 21 |    |    | 14  | retrocesse in 2. Basketball-Bundesliga |
| 4. | SG Braunschweig | 28 | 0  | 28 |    |    | 0   | retrocesse in 2. Basketball-Bundesliga |

## Playoff
|  | Quarti di finale | Quarti di finale   | Quarti di finale |                  |                  | Semifinali         | Semifinali | Semifinali |  |  | Finali | Finali   | Finali |
|  |                  |                    |                  |                  |                  |                    |            |            |  |  |        |          |        |
|  | 1.               | Bayreuth           | 2                |                  |                  |                    |            |            |  |  |        |          |        |
|  | 8.               | MTV Gießen         | 0                |                  |                  |                    |            |            |  |  |        |          |        |
|  | 8.               | MTV Gießen         | 0                |                  | 1.               | Bayreuth           | 3          |            |  |  |        |          |        |
|  |                  |                    |                  |                  | 1.               | Bayreuth           | 3          |            |  |  |        |          |        |
|  |                  | 5.                 | Saturn Colonia   | 0                |                  |                    |            |            |  |  |        |          |        |
|  | 4.               | 5.                 | Saturn Colonia   | 0                | Bamberga         | 0                  |            |            |  |  |        |          |        |
|  | 4.               |                    |                  |                  | Bamberga         | 0                  |            |            |  |  |        |          |        |
|  | 5.               | Saturn Colonia     | 2                |                  |                  |                    |            |            |  |  |        |          |        |
|  |                  |                    |                  |                  |                  |                    |            |            |  |  | 1.     | Bayreuth | 3      |
|  |                  |                    | 3.               | Bayer Leverkusen | 2                |                    |            |            |  |  |        |          |        |
|  | 2.               | DBV Charlottenburg | 2                |                  |                  |                    |            |            |  |  |        |          |        |
|  | 7.               | SSV Hagen          | 0                |                  |                  |                    |            |            |  |  |        |          |        |
|  | 7.               | SSV Hagen          | 0                |                  | 2.               | DBV Charlottenburg | 0          |            |  |  |        |          |        |
|  |                  |                    |                  |                  | 2.               | DBV Charlottenburg | 0          |            |  |  |        |          |        |
|  |                  | 3.                 | Bayer Leverkusen | 3                |                  |                    |            |            |  |  |        |          |        |
|  | 3.               | 3.                 | Bayer Leverkusen | 3                | Bayer Leverkusen | 2                  |            |            |  |  |        |          |        |
|  | 3.               |                    |                  |                  | Bayer Leverkusen | 2                  |            |            |  |  |        |          |        |
|  | 6.               | BSG Ludwigsburg    | 0                |                  |                  |                    |            |            |  |  |        |          |        |

| Basketball-Bundesliga 1988-1989 |
| ------------------------------- |
| Steiner Bayreuth 1º titolo      |

## Formazione vincitrice
| N° | Naz.                      | Ruolo | Sportivo      |  | Alt. |  |
| -- | ------------------------- | ----- | ------------- |  | ---- |  |
|    | Germania Ovest (bandiera) | P     | Michael Koch  |  | 190  |  |
|    | Polonia (bandiera)        | C     | Jacek Duda    |  | 208  |  |
|    | Germania Ovest (bandiera) | P     | Uwe Sauer     |  | 187  |  |
|    | Stati Uniti (bandiera)    | AG    | Calvin Oldham |  | 205  |  |
|    | Stati Uniti (bandiera)    | All.  | Les Habegger  |  |      |  |

## Premi e riconoscimenti
- MVP regular season:  Hansi Gnad, Saturn Colonia